# Concret PH

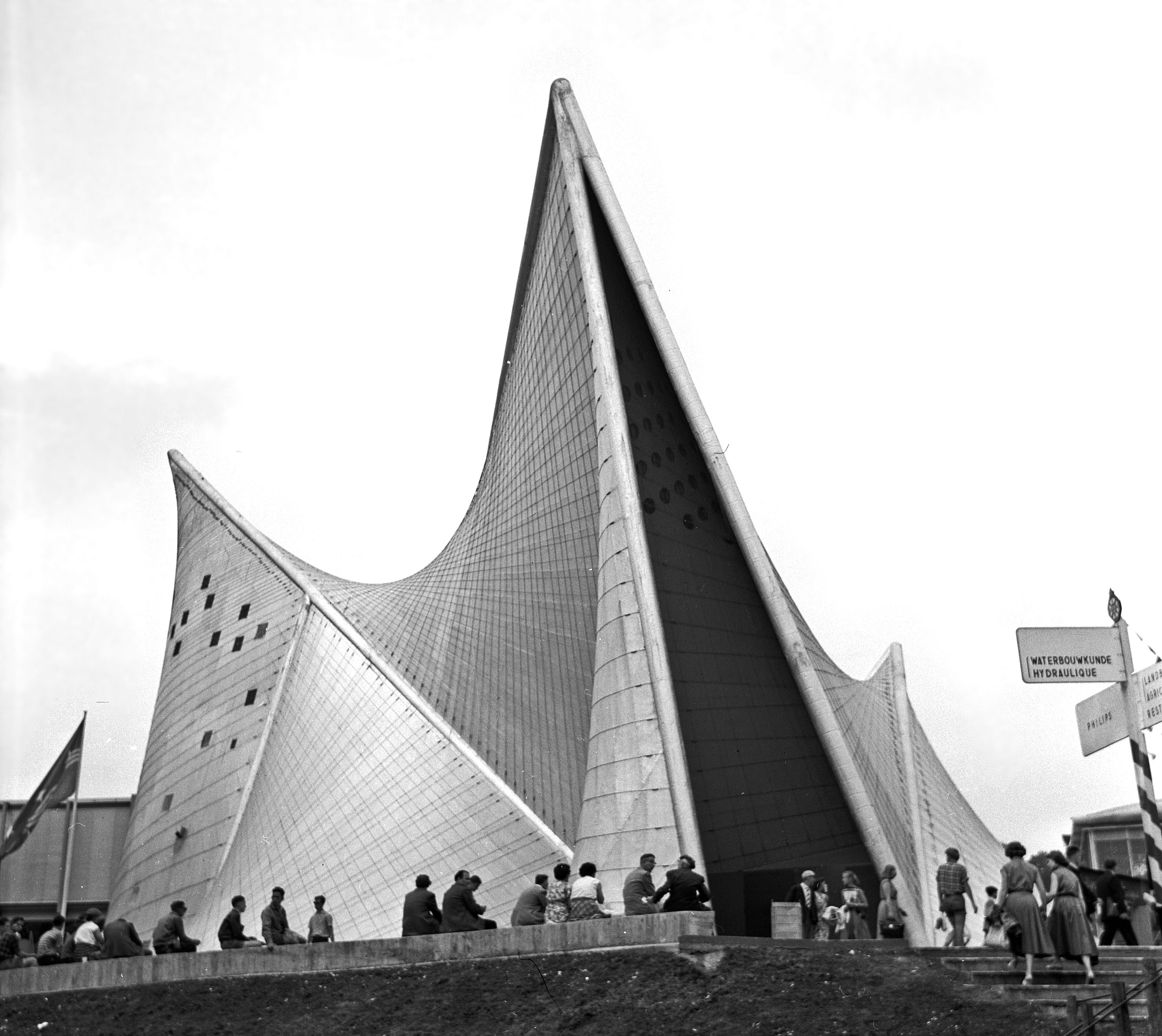
Philips-Pavillon, Brüssel 1958

Concret PH (1958) ist eine Tonbandkomposition von Iannis Xenakis, entstanden für den Philips-Pavillon der Weltausstellung 1958 in Brüssel. Dieses „Poème électronique“ genannte Gesamtkunstwerk aus Architektur, Licht, Film und Musik war von Le Corbusier entwickelt worden, Edgar Varèse komponierte die Tonbandmusik dazu, Xenakis war als Assistent von Le Corbusier Architekturbüro mit der Realisation beauftragt. In der etwa achtminütigen, automatisch ablaufende Show ertönte die Musik aus Hunderten von räumlich angeordneten Lautsprechern vor etwa 500 Zuschauern. Für die Zeit dazwischen, in der das Publikum das Gebäude verließ und neue Zuschauer hereinkamen, komponierte Xenakis Concret PH mit einer Dauer von zweieinhalb Minuten.

## Entstehung
Der Titel spielt auf das Baumaterial an und auf einige der musikalischen und architektonischen Grundlagen: „Concret“ ist das englische Wort für Spannbeton; „Musique concrète“ war von Pierre Schaeffer eingeführt als Bezeichnung für Elektroakustische Musik auf Basis aufgenommener Originalklänge. „PH“ ist eine Abkürzung für Hyperbolische Paraboloide, die die mathematischen Grundlagen für die zeltartige Konstruktion des Gebäudes bildeten.
Für Edgar Varèse stand bei Philips in Eindhoven ein Studio zur Verfügung, in dem er mit den Klängen und der räumlichen Anordnung von Lautsprechern experimentieren konnte. Xenakis hatte hier keinen Zutritt und realisierte Concret PH in Pierre Schaeffers Studio Groupe de recherches musicales in Paris.

## Material und Verarbeitung
“Start with a sound made up of many particles, then see how you can make it change imperceptibly, growing and developing, until an entirely new sound results... This was in defiance of the usual manner of working with concrète sounds. Most of the musique concrète which had been produced up to the time of Concret PH is full of many abrupt changes and juxtaposed sections without transitions. This happened because the original recorded sounds used by the composers consisted of a block of one kind of sound, then a block of another, and did not extend beyond this. I seek extremely rich sound (many high overtones) that have a long duration, yet with much internal change and variety. Also, I explore the realm of extremely faint sounds highly amplified. There is usually no electronic alteration of the original sound, since an operation such as filtering diminishes the richness.”

„Beginne mit einem Klang aus vielen Partikeln, dann lass ihn unhörbar sich ändern, wachsen und sich entwickeln, bis ein vollkommen neuer Klang herauskommt… Dieser Ansatz war eine Trotzreaktion auf die übliche Art, mit konkreten Klängen zu arbeiten. Die meiste Musique concrète, die bis Concret PH produziert worden war, ist voller abrupter Änderungen und kontrastierender Teile ohne Übergänge. Dazu kam es, weil die verwendeten Originalaufnahmen aus einem Block von einer Art von Klang bestanden, dann einem Block von einer anderen, und nicht darüber hinauswiesen. Ich [aber] suche extrem reiche Klänge – viele hohe Obertöne, die andauern, aber mit ständiger Änderung und klanglicher Vielfalt. Daneben erforsche ich den Bereich extrem leiser Klänge, die ich hoch verstärke. Normalerweise nehme ich keine elektronische Veränderung des Originalklangs vor, weil ein Verfahren wie das Filtern den klanglichen Reichtum vermindert.“

Als einzige Klangquelle verwendete Xenakis die knackenden Geräusche brennender Holzkohle. Die Tonbänder mit diesen Aufnahmen wurden in kurze, etwa einsekündige Fragmente geschnitten, die anschließend in unterschiedlichem Tempo abgespielt, übereinandergeschichtet und gemischt wurden. Es entstanden granulare Texturen, aus denen Xenakis das Werk montierte. Dabei arbeitete er rein intuitiv, nicht auf Basis mathematischer Formeln und Prozesse.
Die Verwendung eines einzigen Grundklangs, dessen Herkunft nicht sofort identifizierbar ist, der aber durch seinen obertonreichen, deutlich metallischen Charakter und seine ununterbrochene lebhafte, geradezu organische klirrenden Bewegung fesselt, trägt sehr zu der intensiven Wirkung der Komposition bei. Nach knapp einem Drittel des Verlaufs  tritt deutlich hörbar eine weitere Schicht hinzu, die ebenfalls auf dem anfänglichen Klangmaterial basiert, dieses aber in einen tieferen Tonhöhenbereich versetzt. Diese scheint schließlich nach und nach zu verebben, bis dann in der letzten halben Minute  noch eine dritte Schicht hinzukommt, wieder aus den gleichen Klängen entstanden, aber noch einmal tiefer.
Für eine derart atmosphärische Komposition ungewöhnlich, aber aus der Entstehungsgeschichte verständlich, wird die Musik schon nach zweieinhalb Minuten ausgeblendet und lässt die Vorstellung zurück, sie gehe untergründig ewig weiter.

## Wirkung
Das im Original mehrspurige Tonband wurde im Philips-Pavillon durch ein 11-Kanal-System über 425 Lautsprecher wiedergegeben. Xenakis beschrieb die Wirkung als „Linien von Sound, die sich auf komplexen Wegen von Punkt zu Punkt im Raum bewegten, wie Nadeln, die von überall hervorschnellen.“